# S-II (estágio de foguete)

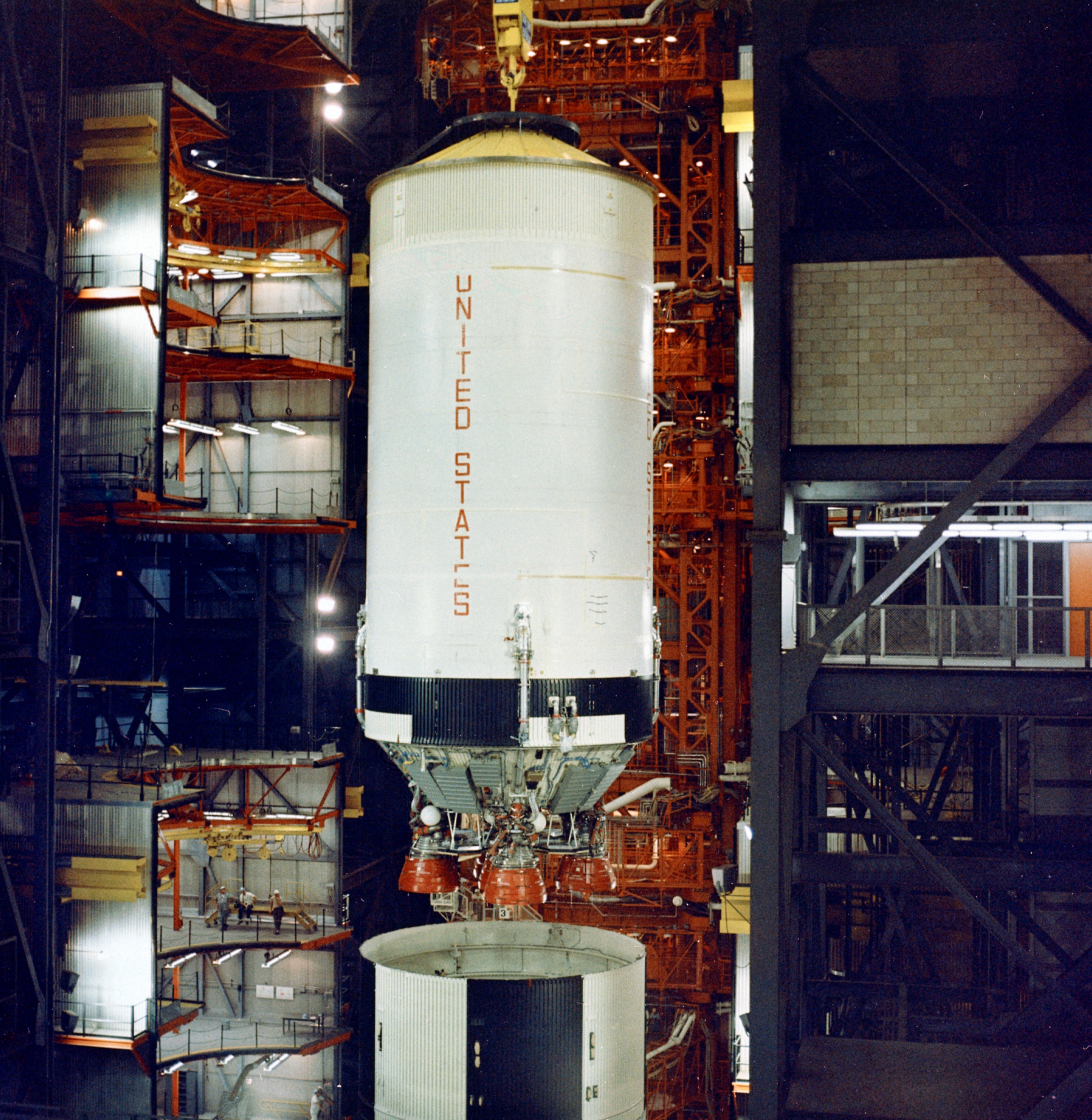
O estágio S-II da missão Apollo 6, sendo erguido no interior do Edifício de Montagem de Veículos para a integração final.

O S-II, foi um estágio de foguete movido a combustíveis líquidos,
nesse caso, LH-2 como combustível e LOX como oxidante, e era usado como segundo estágio no foguete Saturno V.
O S-II foi produzido pela North American, e usava cinco motores J-2. Tinha 24,9 metros de altura e 10 metros de diâmetro, gerando 5 115 kN de empuxo inicial, acelerando o foguete até a atmosfera superior. Dos cinco motores, um ficava fixo no centro, e os demais eram controlados por eixos hidráulicos para dar direção ao foguete.

## Construídos
| Número de série                          | Usar                                                                                      | Data de lançamento     | Localização atual                                                      | Notas |
| ---------------------------------------- | ----------------------------------------------------------------------------------------- | ---------------------- | ---------------------------------------------------------------------- | --- |
| Tanque de teste de anteparo comum (CBTT) | Anteparo comum demonstrado do S-II em um tanque de subescala                              |                        | Desconhecido                                                           | Conjunto de tanque de subescala S-II composto por dois cilindros de tanque LH2, uma antepara dianteira padrão, cúpula comum e saia traseira com uma antepara traseira modificada. Testado em 1965                                                                   |
| S-II-F                                   | Usado como substituto do estágio de teste dinâmico após a destruição de S-II-S/D e S-II-T |                        | No US Space & Rocket Center, Huntsville, Alabama 34°42′38″N 86°39′26″W | Verificações de instalações concluídas e testes de carga de propelente no Kennedy Space Center em 1966 como parte da pilha SA-500F |
| S-II-T                                   | Veículo de teste "todos os sistemas" para disparos de motores                             |                        |                                                                        | Primeiro estágio S-II completo, montado entre 1963 e 1965. Completou vários testes de motor no Mississippi Test Facility (agora o Stennis Space Center ). Destruído por sobrepressurização acidental do tanque LH2 durante o teste de pressão em 28 de maio de 1966 |
| S-II-D                                   | veículo de teste dinâmico                                                                 |                        |                                                                        | A montagem foi cancelada em 1965 para priorizar o trabalho no primeiro estágio de voo, S-II-1. Requisitos de teste transferidos para S-II-S, que foi renomeado S-II-S/D.                                                                                            |
| S-II-S/D                                 | Veículo de Teste Estrutural e Dinâmico                                                    |                        |                                                                        | Destruído em bancada de testes em 29 de setembro de 1965 |
| S-II-1                                   | Apollo 4                                                                                  | 9 de novembro de 1967  | 32°12′N 39°40′W [citação necessária]                                   | Carregava "Alvos de câmera" espaçados ao redor da saia dianteira e carregava câmeras para gravar a separação do primeiro estágio |
| S-II-2                                   | Apollo 6                                                                                  | 4 de abril de 1968     |                                                                        | Câmeras carregadas para registrar a separação do primeiro estágio, semelhante à Apollo 4. Dois motores falharam durante a subida devido à oscilação do pogo e fiação incorreta do controle do motor.                                                                |
| S-II-3                                   | Apollo 8                                                                                  | 21 de dezembro de 1968 | 31°50′N 38°0′W                                                         | |
| S-II-4                                   | Apollo 9                                                                                  | 3 de março de 1969     | 31°28′N 34°2′W                                                         | 1800 kg mais leve, permitindo 600 kg a mais de carga útil, motores mais potentes e mais LOX |
| S-II-5                                   | Apollo 10                                                                                 | 18 de maio de 1969     | 31°31′N 34°31′W                                                        | |
| S-II-6                                   | Apollo 11                                                                                 | 16 de julho de 1969    | 31°32′N 34°51′W                                                        | |
| S-II-7                                   | Apollo 12                                                                                 | 14 de novembro de 1969 | 31°28′N 34°13′W                                                        | |
| S-II-8                                   | Apollo 13                                                                                 | 11 de abril de 1970    | 32°19′N 33°17′W                                                        | O motor interno falhou durante a subida devido à oscilação do pogo |
| S-II-9                                   | Apollo 14                                                                                 | 31 de janeiro de 1971  |                                                                        | |
| S-II-10                                  | Apollo 15                                                                                 | 26 de julho de 1971    |                                                                        | |
| S-II-11                                  | Apollo 16                                                                                 | 16 de abril de 1972    |                                                                        | |
| S-II-12                                  | Apollo 17                                                                                 | 7 de dezembro de 1972  |                                                                        | |
| S-II-13                                  | Skylab 1                                                                                  | 14 de maio de 1973     | 34°00′N 19°00′W                                                        | Modificado para atuar como estágio terminal. O único S-II a entrar na órbita terrestre, fez uma reentrada descontrolada no Atlântico em 11 de janeiro de 1975. O interstage não conseguiu se separar devido a danos na carga útil durante o lançamento              |
| S-II-14                                  | Apollo 18 (cancelado)                                                                     | N / D                  | Apollo-Saturn V Center, Kennedy Space Center 28°31′26″N 80°41′00″W     | Da missão Apollo 18 cancelada |
| S-II-15                                  | Apollo 19, backup posterior do Skylab 1 (não voou)                                        | N / D                  | Johnson Space Center 29°33′15″N 95°05′39″W                             | Do SA-515, o veículo de backup Skylab que a NASA não usou. Também destinado à Apollo 19 |